# Arbed

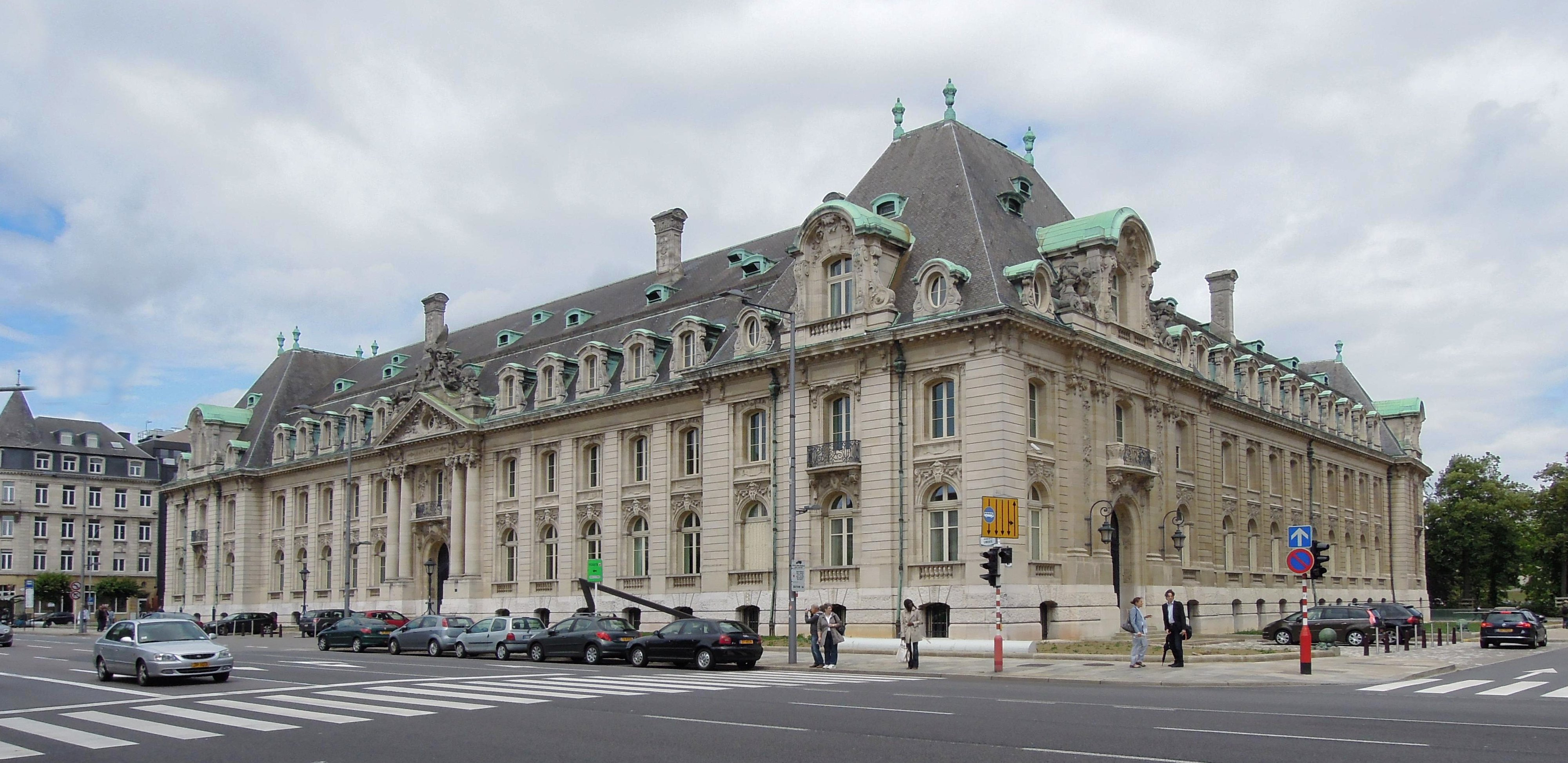
Arbeds tidigare huvudkontor på Avenue de la Liberté i staden Luxemburg, numera huvudkontor för Arcelor Mittal

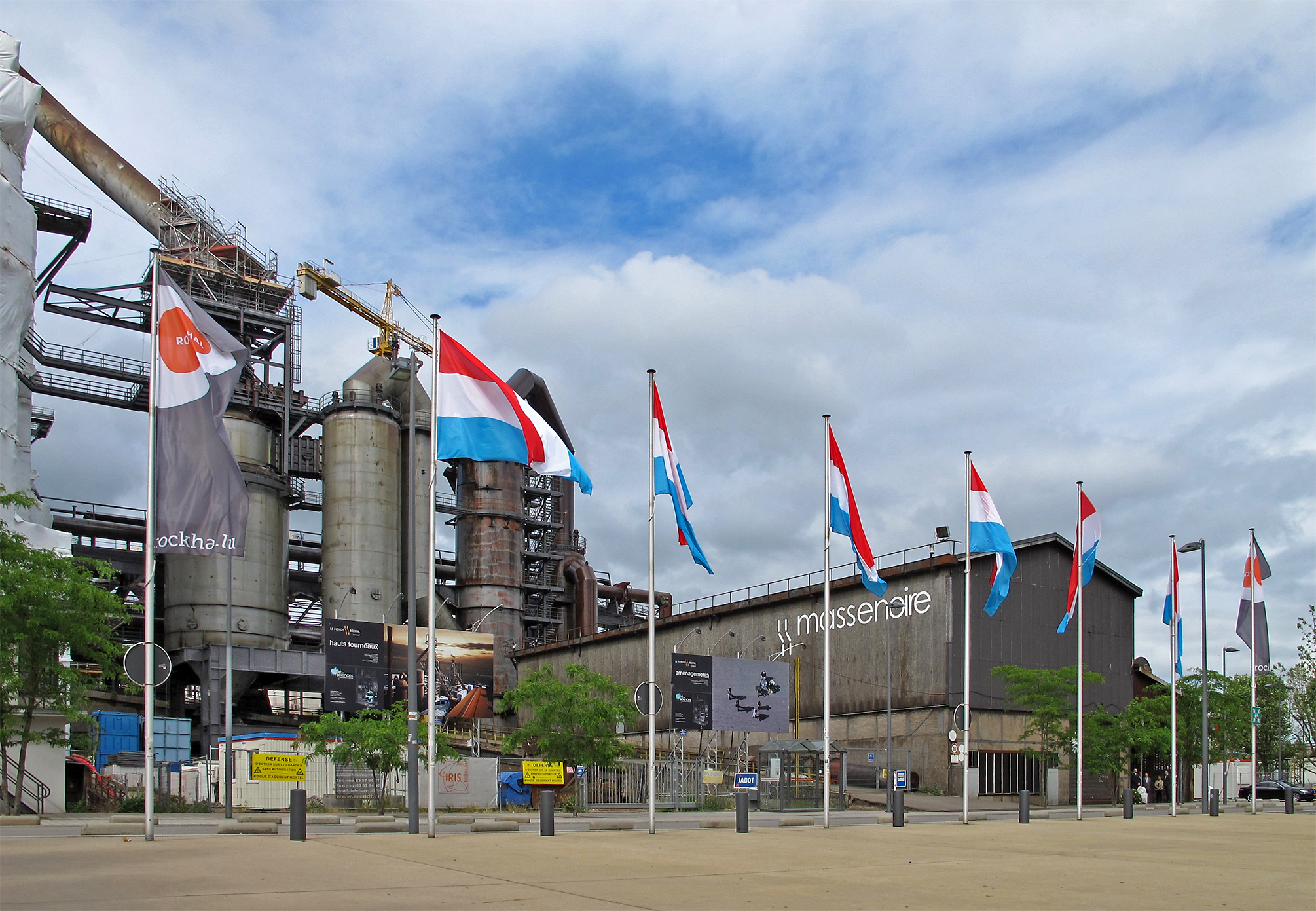
Bevarade masugnar i Belval, Esch-sur-Alzette

Arbed (förkortning för d'Aciéries Réunies de Burbach-Eich-Dudelange) var ett luxemburgskt företag i stålbranschen som bedrev verksamhet i Luxemburg, Belgien, Tyskland, Italien, Spanien och USA.  
Företaget har sina rötter i det 1882 grundat stålföretaget Société Anonyme des Hauts Fourneaux et Forges de Dudelange i Dudelange och bildades 1911 genom en sammanslagning av stålföretagen i Saarbrücken-Burbach (Société anonyme des Mines du Luxembourg et Forges de Sarrebruck), Esch-sur-Alzette (Société en commandite des Forges d'Eich, Le Gallais, Metz et Cie) och Dudelange. Efter stålkrisen under 1970-talet gick 1982 också Saarstahl i Völklingen in i företaget och 1992 också Maxhütte i Undetwellenborn. Vid grundandet drev Arbed 21 masugnar, tre elektriska ugnar samt ett antal valsverk.
År 2002 slogs Arbed ihop med det spanska företaget Aceralia och det franska företaget Usinor till Arcelor, som senare fusionerades med Mittal Steel till ArcelorMittal.